# Amaranth (음반)
《Amaranth》(아마란스)는 다비치가 2008년 1월 31일에 발매된 첫 번째 정규 음반이다. 같은 해 7월 7일 Vivid Summer Editon라는 제목으로 리패키지 음반이 발매됐다. 

## 수록곡
| #             | 제목                   | 작사           | 작곡           | 편곡           | 재생 시간 |
| ------------- | ---------------------- | -------------- | -------------- | -------------- | --------- |
| 1.            | 〈미워도 사랑하니깐〉  | 류재현         | 류재현         |                | 5:00      |
| 2.            | 〈립스틱 짙게 바르고〉 | 안영민         | 조영수         | 조영수         | 4:14      |
| 3.            | 〈나쁘고 아픈 나〉     | 휘성           | 박근태         | 이종훈, 이채규 | 4:44      |
| 4.            | 〈슬픈 다짐〉          | 이승호         | 박해운         | 박해운         | 3:32      |
| 5.            | 〈외사랑〉             | 김도훈, 황승진 | 김도훈, 이상호 | 이상호         | 4:13      |
| 6.            | 〈슬픈 사랑의 노래〉   | 안영민         | 조영수         | 조영수         | 3:38      |
| 7.            | 〈별이 빛나는 밤〉     | 안영민         | 안영민         | 서재하         | 3:54      |
| 8.            | 〈그런거니〉           | 민명기, 지원   | 민명기         | 박동규         | 4:12      |
| 9.            | 〈겨우 겨우〉          | 이희승         | 한성호         |                | 4:12      |
| 10.           | 〈이별의 반대말〉      | 강은경         | 박해운         | 박해운         | 3:47      |
| 총 재생 시간: | 총 재생 시간:          | 총 재생 시간:  | 총 재생 시간:  | 총 재생 시간:  | 41:16     |

## 특이사항
- 다비치 정규 1집에 보면 앞면에 '미워도 사랑하니깐'라고 적혀 있어서 일부 음원포털에서는 이 음반을 '미워도 사랑하니깐'라고 취급했다. 하지만 측면에 있는 다비치의 로마자 표기 아래 'Vol. 01 Amaranth'라고 적혀있으므로, 다비치 1집을 '미워도 사랑하니깐'라고 해서는 안된다.
- 1집에 있는 화보에는 다비치의 멤버 사진이 없다. 멤버 사진은 1.5집부터 수록되기 시작했다.